# Du mục

Du mục ở Mông Cổ, ảnh năm 1914

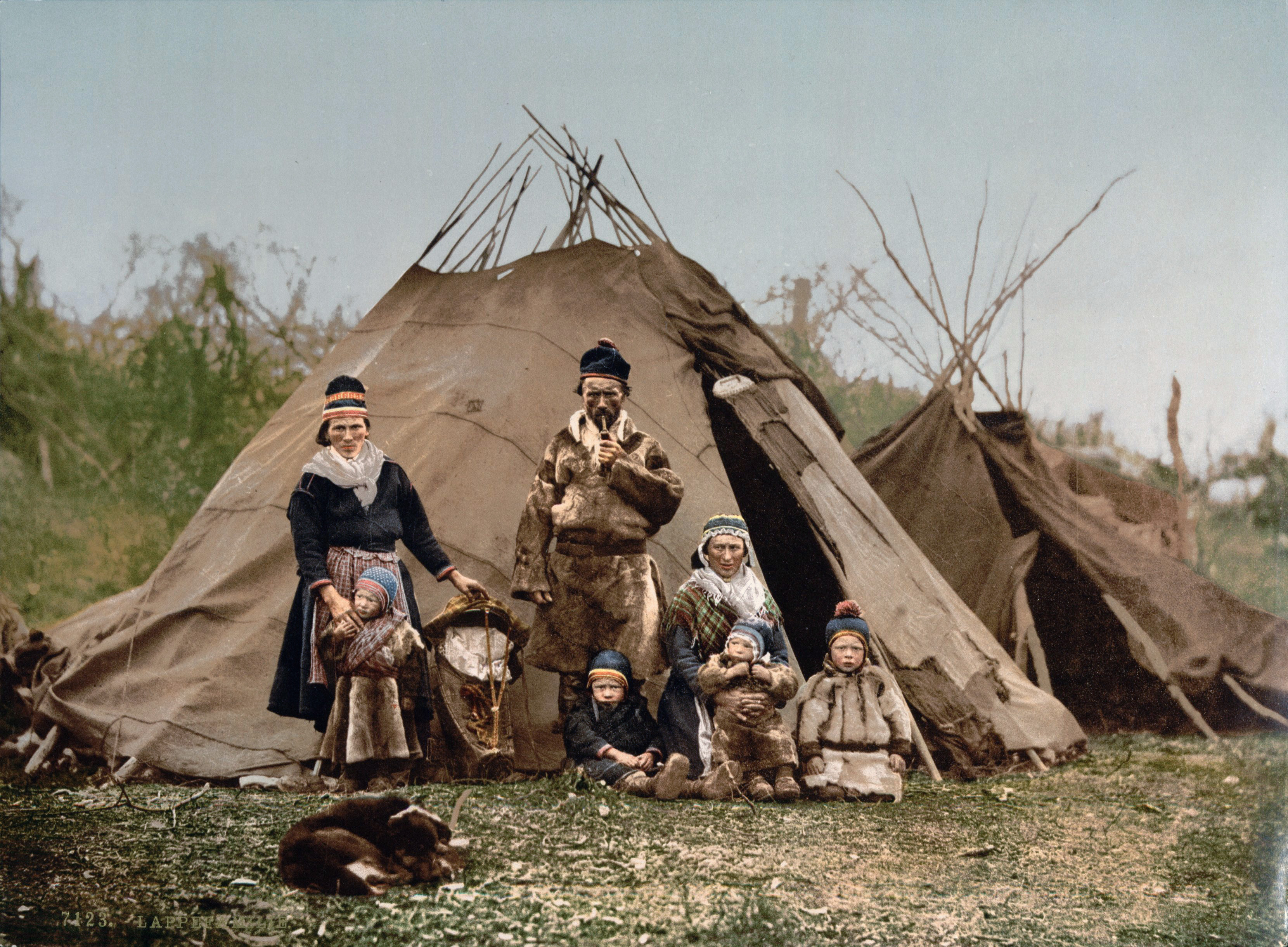
Căn lều của gia đình du mục người Sami (Lapp) ở Na Uy vào khoảng năm 1900. Tuần lộc đã được nhiều người ở Bắc Cực nuôi dưỡng, bao gồm cả Sami và Nenets.

Người du mục là thành viên của một cộng đồng của những người sống tại các địa điểm khác nhau, di chuyển từ nơi này đến nơi khác và có chăn nuôi súc vật. Trong số các cách khác nhau mà những người du mục quan hệ với môi trường sinh sống của họ, người ta có thể phân biệt được sự khác nhau giữa những người săn bắt-hái lượm, người du mục sở hữu súc vật, hay du mục "hiện đại". Tính đến năm 1995, ước tính có khoảng 30-40 triệu người dân du mục trên thế giới. Những người du mục nổi tiếng nhất là các dân tộc người Mông Cổ, người Trung Á, Tây Á, người Di-gan ở châu Âu, người da đỏ ở thảo nguyên Bắc Mỹ..người du mục họ không quan tâm quá nhiều đến cuộc sống